# Weißbauch-Zaunkönig
Der Weißbauch-Zaunkönig (Uropsila leucogastra) ist eine Vogelart aus der Familie der Zaunkönige (Troglodytidae), die in Mexiko, Guatemala, Belize und Honduras verbreitet ist. Der Bestand wird von der IUCN als nicht gefährdet (Least Concern) eingeschätzt.

## Merkmale
Der Weißbauch-Zaunkönig erreicht eine Körperlänge von etwa 9,5 bis 10 cm bei einem Gewicht der Männchen von 9,8 bis 10,5 g und der Weibchen von 8,0 bis 9,1 g. Die Zügel sind gelbbraun grau, der Hinteraugstreif grauweiß. Der Bereich hinter dem Auge ist mittelbraun, die grauen Ohrdecken mit braunen Sprenkeln. Der Oberkopf und die Oberseite sind mittelbraun und werden am Bürzel eher rotbraun. Die Hand- und Armschwingen sind mittelbraun mit unklaren dunkleren Strichen an den Außenfahnen. Die Steuerfedern sind mittelbraun mit vielen feinen schwarzen Binden. Die Kehle, die Brust und der Oberbauch sind grau, die Flanken, die Oberschenkel und der Steiß sind gelbbraun. Die Augen sind braun, der Schnabel schwärzlich grau und etwas heller an der Basis. Beide Geschlechter ähneln sich. Jungtiere ähneln ausgewachsenen Exemplaren, haben einen weniger deutlichen Hinteraugstreif und die Markierungen an den Ohrdecken sind zerstreuter.

## Verhalten und Ernährung
Der Weißbauch-Zaunkönig ernährt sich von Insekten und Spinnen. Er wurde auch schon dabei beobachtet, wie er sich Beute aus einem Spinnennetz stiehlt. Sein Futter sucht er von den unteren bodennahen bis in die relativ hohen Straten. Im Bromeliendickicht holt er sich Beute von den Blattrosetten. In den südlichen Verbreitungsgebieten, in denen Ameisenarmeen unterwegs sind, mischt er sich gerne unter andere gemischten Gruppen und folgt ihren Schwärmen.

## Lautäußerungen
Oft singen beide Geschlechter des Weißbauch-Zaunkönigs im Duett eine kurze Serie von sechs schnellen Tönen, die rauf und runter gehen und am Ende abnehmen. Das Ganze geschieht in gurgelnder, flüssiger Qualität. Bei U. l. pacifica fehlt diese quirlige Qualität etwas im Gesang. Die Laute beinhalten tschek, schimpfendes Gezwitscher und hartes trockenes krachendes Gerassel.

## Fortpflanzung
Die Brutsaison des Weißbauch-Zaunkönigs dauert vom späten März bis in den Juni. Im Augenblick ist noch nicht erforscht, ob es mehrere Bruten pro Jahr gibt. Das Nest hat eine eigenartige Form, ähnlich einer Retorte, wobei der Kolben, der als Eierkammer dient, ca. 12,5 × 20 cm ist. Der abwärtsgebogene Eingang ist ca. 5 cm lang. Dieses wird schön aus feinem Gras gewoben und an der Außenseite mit Farnen, Spinneneierkammern, Moos und ähnlichem Material verziert. Etwas weniger robuste Nester werden vermutlich zum Ausruhen gebaut. Dieses platziert er in drei bis vier Meter über dem Boden, gelegentlich auch in 1,5 oder gar 15 Meter Höhe. Meist ist dies im geschützten Bromeliendickicht oder in Acacia die von symbiotischen Ameisen der Gattung Pseudomyrmex beschützt werden. So wurden in einer Studie in Guatemala 55 von 59 Nestern mit solch einer symbiotischen Beziehung entdeckt. Normalerweise besteht ein Gelege aus vier Eiern, die glatt und hellblau sind. Die Bebrütung erfolgt durch beide Geschlechter, ebenso die Fütterung der Nestlinge. Zur Brutdauer und der Zeit, bis die Nestlinge flügge werden, liegen bisher keine Daten vor.

## Verbreitung und Lebensraum

Verbreitungsgebiet des Weißbauch-Zaunkönigs

Der Weißbauch-Zaunkönig bevorzugt Waldungen verschiedener Art, inklusive der halbtrockenen Wälder Westmexikos und der deutlich feuchteren Regenwälder von Yucatán. Oft sieht man ihn im Dickicht der wilden Ananas der Art Bromelia pinguin. Er bewegt sich in Höhenlagen von Meeresspiegel bis 500 Metern.

## Migration
Es wird vermutet, dass der Weißbauch-Zaunkönig ein Standvogel ist.

## Unterarten
Es sind fünf Unterarten bekannt:
- Uropsila leucogastra pacifica (Nelson, 1897)[3] kommt im Südwesten Mexikos vor. Die Subspezies ist blasser, hat längere Flügel und kürzere Beine als die Nominatform.[1]
- Uropsila leucogastra leucogastra (Gould, 1837)[4] kommt im Osten Mexiko im Südosten des Bundesstaates Veracruz bis Tabasco und den Norden Chiapas vor.
- Uropsila leucogastra centralis Phillips, AR, 1986[5] ist im östlichen zentralen Mexikos im Norden Pueblas bis ins zentrale Veracruz verbreitet. Die Unterart ist blasser, als die Nominatform.[1]
- Uropsila leucogastra restricta Phillips, AR, 1986[5] kommt im Südosten Mexikos im Norden der Halbinsel Yucatán vor. Die Unterart ist heller, grauer und insgesamt matter als alle anderen Unterarten.[1]
- Uropsila leucogastra brachyura (Lawrence, 1887)[6] ist im Südosten Mexikos im östlichen und zentralen Yucatán über den Norden Guatemalas, Belize und den Norden Honduras verbreitet. Die Subspezies hat klarer abgezeichnete Schwanzbinden. Die Unterschwanzdecken zeigen dunkle Gitterformen.[1]

Uropsila leucogastra musica (Nelson, 1903) wird heute als Synonym zur Nominatform, Uropsila leucogastra hawkinsi Monroe, 1963 und Nannorchilus leucogastra australis van Rossem, 1938 als Synonym für U. l. brachyura betrachtet.

## Etymologie und Forschungsgeschichte
Die Erstbeschreibung des Weißbauch-Zaunkönigs erfolgte 1837 durch John Gould unter dem wissenschaftlichen Namen Troglodytes leucogastra. Das Typusexemplar stammte aus dem Bundesstaat Tamaulipas. Erst 1873 führten Philip Lutley Sclater und Osbert Salvin die für die Wissenschaft neue Gattung Uropsila ein. Dieser Name leitet sich von »oura ουρα« für »Schwanz« und »psilos ψιλος« für »schlank« ab. Der Artname »leucogastra« ist ein griechisches Wortgebilde aus »leukos λευκος« für »weiß« und »gastēr, gastros γαστηρ, γαστρος« für »Bauch«. »Pacifica« bezieht sich auf den Pazifischen Ozean. »Centralis« leitet sich vom lateinischen »centrale, centrum« von »zentral, in der Mitte, Mittelpunkt, Zentrum« ab, »restricta« von »restrictus, restringere« für »beschränkt, begrenzen« ab. »Brachyura« ist ein griechisches Wortgebilde aus »brachus βραχυς« für »kurz« und »-ouros, oura -ουρος, ουρα« für »-schwänzig, Schwanz«. »Hawkinsi« ist Roland Walter Hawkins (1920–2001) gewidmet. »Musica« hat seinen Ursprung in »musicus« für »melodisch, Musiker« bzw. »mousikos, mousikē μουσικος, μουσικη« für »harmonisch, Musik«. »Australis« steht für »südlich« von »auster, austri« für »Süden«.